# 織田敏次
織田 敏次（おだ としつぐ、1922年3月16日 - 2012年9月19日）は、日本の医学者（内科学）。勲等は勲一等。学位は医学博士（東京大学・1955年）。東京大学名誉教授、国立病院医療センター名誉院長、日本赤十字社医療センター名誉院長、日本学士院会員、文化功労者。
東京大学医学部教授などを歴任した。

## 概要
石川県金沢市出身の医学者である。血清肝炎がB型肝炎ウイルスの感染に起因することを究明したことで知られている。その後、B型肝炎ウイルスのワクチンの調製に成功した。さらに、B型肝炎ウイルスの母子感染の阻止にも尽力した。東京大学医学部にて教鞭を執り、後進を育てた。

## 来歴
1922年3月16日生まれ、石川県金沢市出身。旧制甲南高等学校を経て、東京大学医学部（現：医学部医学科）卒。1955年、「生體内貯藏蛋白に関する研究」にて東京大学より医学博士。東京大学名誉教授、国立病院医療センター名誉院長、日本赤十字社医療センター名誉院長、日本学士院会員。2012年9月19日没。

## 賞歴
- 昭和天皇記念学術賞（2001年）[1]

## 栄典
- 紫綬褒章（1986年）
- 文化功労者（1993年）[1]
- 勲一等瑞宝章（1996年）[1][3]

## 著書
- 『すぐできる糖尿病の食事献立(1,400kcal)』（同文書院、1999年6月）
- 『すぐできる糖尿病の食事献立(1,600kcal) 』（同文書院、1999年6月）
- 『肝臓とともに より豊かに健やかに進め治療学』（ウイルス肝炎研究財団）

他多数